# Jagodowe Wzgórze
Jagodowe Wzgórze – wzgórze na terenie Wzgórz Piastowskich o wysokości 210 m n.p.m. Jest najwyższym wzniesieniem w granicach Zielonej Góry. W 2001 r. 76-osobowa wyprawa (w tym prezydent miasta) pod przewodnictwem redaktora naczelnego „Gazety Zachodniej” Macieja Krzyślaka i geografa Mieczysława Wojeckiego dowiodła, że szczyt jest najwyższym wzniesieniem w Zielonej Górze i nazwała je Jagodowym Wzgórzem (pomysł Mirosławy Sobeckiej z Raculi).